# Takakura
Takakura, född 1161, död 1181, var regerande kejsare av Japan mellan 1168 och 1180.